# حیات وحش اتیوپی

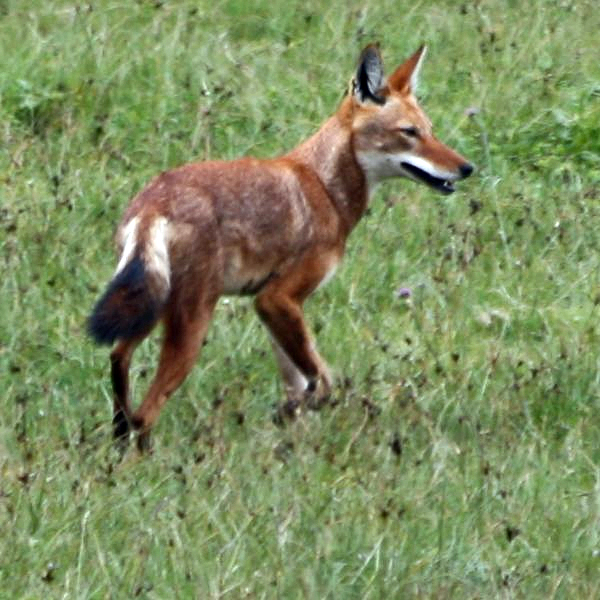
گرگ اتیوپیایی

حیات وحش اتیوپی متشکل از گیاگان و زیاگان این کشور است. حیات وحش اتیوپی از موارد منحصربه‌فرد در آفریقا است که ده گونه که فقط در مرزهای این کشور یافت می‌شوند را در خود جای داده است. حیوان ملی رسمی اتیوپی شیر است که به‌شدت در خطر انقراض است؛ با این حال، طرفداران حفاظت از محیط زیست برای تثبیت جمعیت و تأمین امنیت زیستگاه آن‌ها تلاش می‌کنند. گرگ اتیوپیایی نیز از گونه‌های در معرض خطر این کشور می‌باشد که در طبیعت وحش کمتر از ۶۰۰ تا از آن باقی مانده است.